# Siro Alonso
Siro Félix Ervigio Alonso Alonso (Bembibre, 27 de marzo de 1895-Madrid,9 de junio de 1951) fue un militar español.

## Biografía
Nacido el 27 de marzo de 1895, en Bembibre. Militar profesional, perteneció al arma de infantería.
Llegó a tomar parte en las campañas de África, donde alcanzaría el rango de capitán del Tercio de Extranjeros.
Tras el comienzo de la Guerra civil se unió a las fuerzas sublevadas, llegando a participar en la batalla de Madrid al frente de una columna marroquí. Para entonces ostentaba el rango de teniente coronel. Su columna, la «n.º 6», quedó a cargo de avanzar hacia Madrid a través del eje constituido por la carretera de Extremadura. El intento, sin embargo, fracasó ante la dura resistencia que ofrecieron los defensores republicanos. A finales de 1936 su unidad se integraría en la llamada División reforzada de Madrid, interviniendo en las ofensivas franquistas por el sector occidental de Madrid (las llamadas «batallas de la carretera de La Coruña»). En marzo de 1938 tomó parte en la ofensiva de Aragón al frente de una de las brigadas de la 150.ª División, internándose profundamente en territorio republicano. Unos meses después recibió el mando de la 150.ª División, unidad con la que intervino en las batallas del Ebro y Cataluña. Al acabar la contienda ostentaba el rango de coronel.
Tras el final de la contienda continuó su carrera militar. En los primeros años de la Dictadura franquista ostentó el mando de las 32.ª y 82.ª, además de gobernador militar de Pontevedra. Posteriormente sería ascendido a general de división (en 1943), alcanzando también el puesto de gobernador militar de Madrid. Falleció en 1951.